# Palette à couronne bleue
Prioniturus discurus
Espèce
Statut de conservation UICN

 LC  : Préoccupation mineure
Statut CITES
La Palette à couronne bleue (Prioniturus discurus) est une espèce d'oiseau appartenant à la famille des Psittacidae.

## Description
Cet oiseau mesure environ 27 cm de long. Son plumage est rehaussé par une plage bleue s'étendant de la calotte à la nuque. Un léger dimorphisme sexuel est noté, la femelle présentant des teintes plus claires et les deux rectrices médianes plus courtes que celles du mâle.

## Sous-espèces
La Palette à couronne bleue est représentée par quatre sous-espèces :
- discurus ;
- whiteheadi ;
- nesophilus ;
- mindorensis.

## Habitat
Cette espèce peuple les forêts humides mais fréquente aussi les cultures.

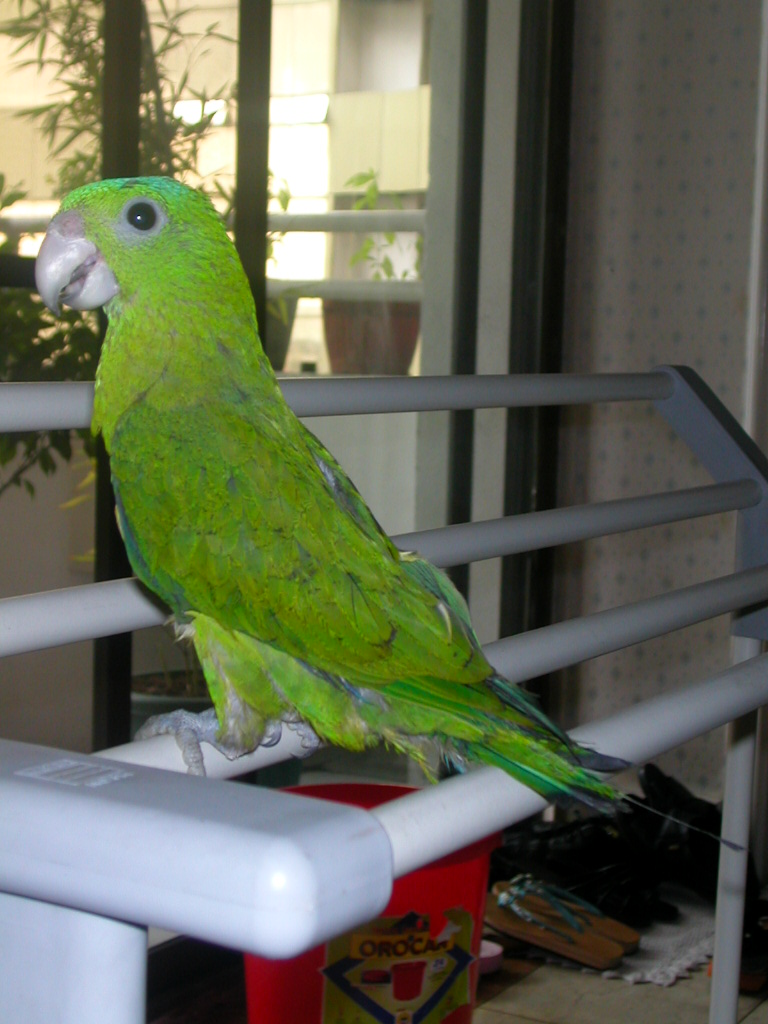
Prioniturus discurus juvenile

## Répartition
Cet oiseau vit aux Philippines.